# محوطه قیزقلعه‌سی
محوطه قیز قلعه سی مربوط به هزاره ۱- سدهٔ ۳ و ۴ ه‍.ق است و در شهرستا ن اردبیل، بخش مرکزی، روستای رویین دز واقع شده و این اثر در تاریخ ۱۴ مرداد ۱۳۸۲ با شمارهٔ ثبت ۹۴۳۴ به‌عنوان یکی از آثار ملی ایران به ثبت رسیده است.